# Anastomose (biologie)
Pour les articles homonymes, voir Anastomose.
 (février 2023).
Si vous disposez d'ouvrages ou d'articles de référence ou si vous connaissez des sites web de qualité traitant du thème abordé ici, merci de compléter l'article en donnant les références utiles à sa vérifiabilité et en les liant à la section « Notes et références ».
En biologie cellulaire, l’anastomose du noyau avec le réticulum endoplasmique décrit le fait que la membrane externe du noyau peut fixer les ribosomes. 
Sur un cliché en microscopie électronique, on ne peut alors plus distinguer la limite entre le réticulum endoplasmique et cette membrane externe du noyau.